# Ju-on: Rancore 2
Ju-on: Rancore 2 (呪怨2?, Juon 2) è un film del 2003 diretto da Takashi Shimizu,
Si tratta del quarto capitolo della saga cominciata con Ju-on, ed il secondo ad essere distribuito per le sale cinematografiche il 23 agosto 2003. È anche conosciuto con il titolo internazionale Ju-on: The Grudge 2.
In Italia il film fu proiettato al Torino Film Festival nel novembre 2003 e in seguito venne trasmesso su alcuni canali satellitari. La Dolmen Home Video lo distribuì in DVD a partire dall'agosto del 2004 con il titolo Ju-on: The Grudge 2 - La maledizione.

## Trama
Come già nel primo film, esso comincia con delle scritte sullo schermo in cui viene detto che quando qualcuno muore in modo violento o rabbioso, le emozioni di quel momento possono restare a lungo nel luogo dell'omicidio, creando una maledizione, che si propaga su chiunque si avvicini a quel luogo.
Come nei precedenti capitoli della saga, anche questo film si divide in "scene", non necessariamente in ordine cronologico, intitolate al protagonista della scena.

### Prologo
Harase Kyoko ed il suo fidanzato Masashi stanno guidando verso casa in piena notte. Kyoko è una attrice soprannominata la "Regina dell'horror" dai mass media ed è in attesa del suo primo figlio. Lungo la strada però investono qualcosa, che si rivelerà essere un gatto. Dopo che Masashi è sceso a controllare, Kyoko vedrà di sfuggita un bimbo dalla carnagione chiarissima. I due riprendono a guidare, ma segue un altro incidente, provocato da uno spettrale bambino (Toshio) che ha bloccato il volante, e Kyoko si rende conto di aver perso il bambino.

## Personaggi

### Kyoko
Kyoko si sveglia all'ospedale, malridotta ma viva. Il bambino che aspettava è morto, mentre Masashi è in coma. Intanto la ragazza continua ad avere visioni del bambino pallidissimo, e si convince che potrebbe essere il fantasma del bambino che lei non è riuscita ad avere. Diverso tempo dopo, durante le riprese di un film, Chiharu, una attrice di contorno ha una stranissima reazione davanti a Kyoko. La ragazza infatti urla terrorizzata guardando la pancia di Kyoko ed alla fine sviene. Durante una visita di controllo, Kyoko scopre di essere ancora incinta, e che la gravidanza sta procedendo bene. Incredula, Kyoko non fa in tempo a dare la notizia alla madre, che trova inspiegabilmente morta a casa, con vicino il fantasma del bambino pallido.

### Tomoka
Miura Tomoka è una giovane ed ambiziosa conduttrice di documentari legati al mondo paranormale. Tomoka ha intenzione di girare uno speciale della trasmissione nella casa dove fu uccisa Kayako Saeki, ed avrà ospite speciale la "regina dell'horror" Harase Kyoko. Tomoka ogni notte intorno alle 00:27 sente un inspiegabile rumore, simile a qualcosa che batte sul muro del suo appartamento. Dopo aver girato lo speciale a casa Saeki, Tomoka torna a casa e trova il suo fidanzato Noritaka impiccato nell'appartamento. Dopo che la donna si è resa conto che ciò che ha impiccato l'uomo sono i capelli di Kayako, il fantasma della donna è già su di lei e le fa fare la stessa fine di Noritaka. I loro corpi penzolando sbattono contro il muro, generando così i rumori sentiti proprio da Tomoka le sere precedenti.

### Megumi
Megumi è la parrucchiera della troupe televisiva che lavora per Miura Tomoka. Durante le riprese per lo speciale sulle case infestate, girato nella casa dei Saeki, la ragazza è l'unica, oltre a Kyoko, a sentirsi a disagio e ad avvertire la presenza di qualcosa di sinistro. Una delle cose che maggiormente sembrano turbarla è una macchia sul pavimento che di volta in volta sembra sempre più grande. Tornati agli studi televisivi, soltanto lei per ripulire la stanza del trucco, e Keisuke, che intende visionare il materiale filmato, quest'ultimo si addormenta prima di poter vedere che nelle riprese fatte, Kyoko ha l'aspetto di Kayako, mentre il fantasma di Toshio è visibile nelle ultime inquadrature. Megumi invece viene aggredita da una "parrucca" che improvvisamente sembra prendere vita. Dalla parrucca si materializza la figura di Kayako che la uccide, lasciando sul pavimento la stessa macchia vista in precedenza.

### Keisuke
Kyoko si è recata all'ospedale a trovare Masashi che è ancora in coma, e raccontargli del bambino che porta in grembo, chiedendosi cosa fare. Kyoko porta la mano del fidanzato inerme sulla propria pancia. L'uomo però ha una reazione e ritira, tremando, la mano, per non dare poi altri segni di una eventuale ripresa. All'ospedale Kyoko viene raggiunta da Keisuke che racconta come tutte le persone coinvolte nelle riprese dello speciale televisivo avvenuto giorni prima siano morti o spariti. Keisuke accompagna Kyoko a casa, ed entrambi vedono Megumi entrare nell'abitazione di Kyoko. I due la seguono, e la trovano nel salone di casa. Megumi da a Keisuke un diario, che si rivelerà essere quello di Kayako Saeki e poi svanisce. I due investigano su quanto accaduto, ma entrambi vengono continuamente visitati dagli spettri di Kayako e Toshio. In una occasione, Kyoko ha una visione di Chiharu bloccata all'interno della casa Saeki, inseguita da Kayako.

### Chiharu
Chiharu è un'amica di Izumi, personaggio già visto in Ju-on. Chiharu viene invitata dalla sua amica Hiromi a lavorare come comparsa in un film a cui sta lavorando la "regina dell'horror" Harase Kyoko. Tuttavia durante le riprese, Chiharu ha una visione di Toshio che tocca la pancia di Kyoko. Terrorizzata Chiharu perde i sensi, e sogna di trovarsi all'interno della casa di Kayako Saeki. Sia Hiromi, che Chiharu erano state in quella casa per provare il proprio coraggio, e dopo una serie di stranissime visioni, Chiharu sarà raggiunta da Kayako.

### Kayako
Kyoko è stata accompagnata da Keisuke all'ospedale, dal momento che sono iniziate le contrazioni. Tuttavia ciò che nasce dal grembo di Kyoko è così terrificante, che tutti i dottori e le infermiere che assistono alla scena muoiono terrorizzati sul colpo. Il bambino nato da Kyoko è lo spettro di Kayako. Contemporaneamente Masashi si risveglia dal coma, solo per suicidarsi, lanciandosi dal tetto dell'ospedale. Keisuke decide di entrare nella sala parto e subito dopo viene ucciso dallo spirito di Kayako. Tuttavia, Kyoko ormai priva di espressione, prende la bambina nata e la culla affettuosamente.
La scena si sposta a qualche anno dopo, e viene mostrata Kyoko, con un'aria ormai completamente allucinata, che passeggia con la sua bambina di circa 6-7 anni, con il viso completamente coperto dai capelli. Sotto lo sguardo impietrito di un piccolo passante, la bimba di Kyoko (Kayako) spinge la madre giu dalle scale. Raggiunto il corpo della madre ancora viva, la bambina raccoglie il diario che questa portava con sé e va via, lasciando morire Kyoko.